# Моріо тонкодзьобий
Мо́ріо тонкодзьобий (Onychognathus tenuirostris) — вид горобцеподібних птахів родини шпакових (Sturnidae). Мешкає в Східній і Центральній Африці.

## Підвиди
Виділяють два підвиди:
- O. t. tenuirostris (Rüppell, 1836) — Ефіопське нагір'я (Еритрея, Ефіопія);
- O. t. theresae Meinertzhagen, R, 1937[5] — від сходу ДР Конго до Уганди, Кенії, Танзанії і Малаві.

## Поширення і екологія
Тонкодзьобі моріо мешкають в Ефіопії, Еритреї, Кенії, Танзанії, Уганді, Руанді, Бурунді, Демократичній Республіці Конго, Замбії і Малаві. Вони живуть на скелястих гірських схилах, в порослих густою рослинністю каньйонах і ущелинах, у вологих гірських тропічних лісах і на високогірних луках. Зустрічаються на висоті від 1200 до 4250 м над рівнем моря.